# Крос-Ривер (штат)
Крос-Ривер (англ. Cross River) - федеральний штат в Нігерії. Назва бере початок від річки Крос. Адміністративний центр Крос-Риверу - місто Калабар.

## Географія
Штат Крос-Ривер знаходиться на крайньому південному сході Нігерії, на її кордоні з Камеруном (зі сходу). На північ від штату Крос-Ривер знаходиться федеральний штат Бенуе, на захід - штат Абія, на північний захід - штат Ебоньї, на південному заході - штат Аква-Ібом. З півдня він омивається водами Атлантичного океану.

## Історія
Цей федеральний штат був заснований 27 травня 1967 року під назвою «Південний Схід». 3 лютого 1976 він був перейменований в Крос-Ривер. Першим губернатором штату був Удуокаха Дж. Езуене (в 1967-1975). Нинішній губернатор - Лійель Имоко (з травня 2007).

## Адміністративний поділ
Адміністративно штат ділиться на 18 ТМУ:
- Abi
- Akamkpa
- Akpabuyo
- Bakassi
- Bekwarra
- Biase
- Boki
- Calabar Municipal
- Calabar South
- Etung
- Ikom
- Obanliku
- Obubra
- Obudu
- Odukpani
- Ogoja
- Yakuur
- Yala

## Економіка
Основою економіки Крос-Риверу є сільське господарство, що підрозділяється на державний і приватний сектори. Якщо в приватних господарствах зайняті переважно дрібні ферми, то державний сектор володіє великими плантаціями, де вирощуються рис, ямс, маніоку, маїс, банани, какао, каучук, арахіс і кокосову пальму. Крім цього, велику роль відіграють рибальство і скотарство - розведення овець, кіз, свиней, а також домашньої птиці, кролів тощо. З корисних копалин на території штату видобувається вапняк, титанова і олов'яна руди.
В Калабарі знаходяться океанський порт і міжнародний аеропорт.